# 科学捜査研究所・文書鑑定の女
『科学捜査研究所・文書鑑定の女』（かがくそうさけんきゅうじょ・ぶんしょかんていのおんな）は、2002年から2006年までテレビ朝日系「土曜ワイド劇場」で放送されたテレビドラマシリーズ。全3回。主演は羽田美智子。
第1作は『警視庁科学捜査研究所・文書鑑定の女』として放送。

## 登場人物

### 警視庁科学捜査研究所
小山内夕香
演 - 羽田美智子
文書鑑定科 鑑定技官。独身。たいへんな大食いで、職場でもお菓子を食べている。仕事に没頭し過ぎ、事件現場で居眠りしてしまう。マイペースで基本的に周りの話を聞いていない。仕事の際には時々眼鏡をかける。
矢野玲子
演 - 西尾まり
第一化学科 鑑定技官。眼鏡をかけている。普段から敬語で接する。小山内が勝手に備品を触るため、迷惑している。
猪瀬正明
演 - 西岡竜一朗
物理科 鑑定技官。
佐田祐介
演 - 古尾谷雅人（第1作・第2作）
法医科 鑑定技官。

### 警視庁捜査一課
城戸渉
演 - 石黒賢
刑事。
港幸治郎
演 - 山崎樹範（第2作・第3作）
刑事。

### ゲスト
第1作「遺書を握った死美人の謎!」（2002年）
- 生田愛子（生田の妻） - 野村真美
- 平野元（警視庁捜査一課 刑事） - 金児憲史
- 西原行雄（警視庁捜査一課 係長） - 市川勇
- 辻（警視庁捜査一課 管理官） - 信太昌之
- 生田泰樹（3か月前リストラ） - 神保悟志
- 真味原純子（26歳の主婦） - 中込佐知子
- 桂木緑 - 西牟田恵
- 磯村雄一郎（磯村企画 社長） - 高杉亘
- 的場真治（自革党 参議院議員） - 豊原功補
- 浅野麻衣子、真木よう子

第2作「ニセ2000円札に隠された殺意の凶器!」（2004年）
- 畑陽子（REN印刷 社員） - 黒沢あすか
- 都筑勝（東光大学工学部 教授） - 佐戸井けん太
- 青木達也（被害者・QS印刷 社員） - 恵秀
- 牧村亮三（元紙すき職人） - 諏訪部仁
- 大原弘（紙すき職人） - 松村彦次郎
- 吉田克己（警視庁捜査二課 課長） - 渡辺憲吉
- 山室浩（警視庁捜査一課 管理官） - 宇納侑玖
- 青木まり子（達也の母） - 音無美紀子
- 大竹竜二、藤田清二、宮本有莉、樫村勲、松村時男、猪又太一、数井智広、福井敬之、建部和美、庄司正樹、浜田大介

第3作「死体の顔に書かれた謎の文字!」（2006年）
- 田中島洋平（篆刻家） - 宮本大誠
- 森アキ（女性パティシエール） - 高橋しゅり
- 捜査一課長 - 谷本一
- レストラン店員 - 氏家恵
- 水木慎太郎（パティシエ教室講師） - 浦崎宏
- コック長 - 河端保成
- 槙原真理子（ギャラリーM2のオーナー） - 筒井真理子
- 本覚寺の住職 - 松田章
- 渡部省吾（生活安全部刑事） - 榊英雄
- 佐伯節子（佐伯の妻） - 大塚良重
- 佐伯晃（書道家） - 清水綋治
- 波部彰洋、松本壮一郎、山口由紀子

## スタッフ
- 脚本 - 櫻井武晴
- 音楽 - Geminiart High Quality
- 演出 - 若松節朗（第1作）、木下高男（第2作）、小林義則（第3作）
- 技術プロデューサー - 石井勝浩（第1作）、友部節子（第2作・第3作）
- 撮影 - 栗栖直樹（第1作）、浅野仙夫
- 照明 - 高橋幸司（第1作）、小野村拡洋
- 映像 - 矢沢由邦（第1作）、桜庭武志
- 音声 - 国澤藤一（第1作）、堀知也
- 編集 - 深沢佳文（第1作）、田中寛人
- ライン編集 - 大方泉（第1作）、浅沼美奈子
- 選曲 - 塚田益章（第1作）、藤村義孝
- 音響効果 - 梶原真一路（第1作）、岩本泰乃
- MA - 古跡奈歩（第1作）、宮下貴江
- 美術プロデューサー - 杉川廣明
- 美術 - 中本孝史（第2作）
- デザイン - 塩入隆史（第1作）
- 美術進行 - 泉佳子（第1作）
- 装飾 - 武藤順一（第1作）、田村康利（第1作・第2作）
- 持道具 - 柴田礼美（第1作）、安達由美子（第2作）
- 衣裳 - 冲田正次（第1作）、細谷恵子（第2作）
- メイク - 熊谷波江（第1作）、兼次泉（第1作）、葉山三紀子（第2作）、根本佳恵（第2作）
- スタイリスト - 片山彰乃（第1作）、梶原寛子（第2作）
- 撮影協力
  - 第1作 - あおぞら銀行、すき家、共栄火災海上保険、マリナーズコート東京、社団法人日本看護協会、財団法人愛誠病院、鉄道会館、米川耕一法律事務所、松浦亭、横浜フィルムコミッション
  - 第2作 - 東京バイオテクノロジー専門学校、横浜金沢ハイテクセンタービル、東京都下水道局南多摩水再生センター、メディアテクノロジー・ジャパン、横浜フィルムコミッション、大日本スクリーン製造、横浜国際バイオ研究所、すき家、松村エンジニアリング、朝倉書店、総合川崎臨港病院、鮨心、アートスキャナサービス、あおぞら銀行
- 協力 - バスク、フジアール、ベイシス
- 広報 - 岩間斉（テレビ朝日 / 第1作）、豊島晶子（テレビ朝日 / 第2作）
- スチール - 副田宏明
- PC画面 - moonfactory inc,.（第2作）
- 技斗 - ケン・スタントクリエーション（第1作）、深作覚（日俳連アクション部会 / 第2作）
- 車輌 - フィールドワーク
- 演出補 - 村谷嘉則（第1作）、森永恭朗（第2作）
- 制作担当 - 岩崎敬道
- 記録 - 寺田まり（第1作）、西澤香陽子（第2作）
- プロデューサー - 松本基弘（テレビ朝日）、井口喜一（共同テレビ）、森安彩（共同テレビ / 第2作・第3作）
- プロデューサー補 - 柳川由起子（第1作）、加藤早苗（第2作）
- 制作 - テレビ朝日、共同テレビ

## 放送日程
| 話数 | 放送日        | サブタイトル                      | 脚本     | 演出     | 視聴率 |
| ---- | ------------- | --------------------------------- | -------- | -------- | ------ |
| 1    | 2002年2月02日 | 遺書を握った死美人の謎!           | 櫻井武晴 | 若松節朗 | 17.1%  |
| 2    | 2004年2月07日 | ニセ2000円札に隠された殺意の凶器! | 櫻井武晴 | 木下高男 | 16.1%  |
| 3    | 2006年2月25日 | 死体の顔に書かれた謎の文字!       | 櫻井武晴 | 小林義則 |        |

- 視聴率はビデオリサーチ調べ、関東地区・世帯